# Planches (revue)
Pour les articles homonymes, voir Planches (homonymie).
La revue Planches est une revue québécoise fondée par Sandra Vilder et Émilie Dagenais en 2014. Elle est consacrée à la bande dessinée québécoise et a l'objectif d'en faire la promotion en présentant des œuvres inédites d'auteurs et d'illustrateurs québécois. Elle parait trimestriellement et est distribuée dans plusieurs institutions d'enseignement et bibliothèques.

## Histoire

### Genèse du projet
Les cofondatrices de la revue, Sandra Vilder et Émilie Dagenais, se sont rencontrées dans le cadre d'un cours de japonais au Centre d'études de l'Asie de l'Est de l'Université de Montréal.
Étant donné leur intérêt commun pour la bande dessinée, l'idée de créer une publication spécialisée sur le sujet leur est venue en octobre 2013. Ni l'une ni l'autre n'étant auteure, elles ont fait le tour des salons du livre et des festivals de BD pour présenter le projet aux principales personnalités du milieu. Puis, elles ont mis en commun leur expérience respective en coordination pour le Festival Accès Asie et en gestion de sites web afin de monter un numéro 0 en format numérique au printemps 2014.
Quelques mois plus tard, elles ont lancé une campagne de sociofinancement qui leur permettrait de tester l'intérêt du public et, le cas échéant, d'imprimer la version papier. Cette campagne ayant largement dépassé son objectif de 20 000$, le numéro 1 a été lancé le 23 octobre 2014.
Au cours de l'année qui a suivi, la revue a décroché deux prix d'entrepreneuriat, dont celui du Concours « Entrepreneurs en action » de la Corporation de développement économique communautaire Rosemont–La Petite-Patrie, ce qui a permis aux cofondatrices de s'accorder un salaire et une compensation rétroactive pour la préparation antérieure au lancement.
Même si le territoire de la bande dessinée québécoise était déjà occupé par différentes revues et maison d'édition, les deux éditrices ont constaté un vide à combler et une possibilité de renouveler le paysage bédéique. Émilie Dagenais explique à ce propos : « Il y avait clairement un gros manque à combler dans le milieu, encore aujourd’hui; j’espère vraiment que nous contribuons à encourager le dynamisme de la bande dessinée québécoise. »

### Ligne éditoriale, distribution et financement
Ancré dans la sphère de l'économie sociale, Planches est un organisme à but non lucratif dont le mandat formel consiste à promouvoir la bande dessinée québécoise.
La revue présente des bandes dessinées inédites de 1 à 6 pages créées au Québec (ce qui inclut entre autres les planches d'artistes de passage en résidence). On y met autant d'accent sur les bédéistes d'expérience que sur les artistes de la relève. La publication est également disponible en version numérique et est complémentée par un site web consacré aux nouvelles connexes.
Planches à également l'ambition de porter un regard critique et analytique sur le monde de la bande dessinée en proposant des dossiers thématiques. Planches cherche à devenir un nouvel espace éditorial dédié au 9e art façonné au Québec dans la décennie 2010. « Nous y voulons de courts récits, des prépublications, des chroniques thématiques dans des styles variés, résume à l’autre bout du courriel Sandra Vilder, directrice et rédactrice en chef de Planches. Il y aura aussi un dossier sur les dessous de la création, afin de lever le voile sur la conception d’une œuvre qui vient de paraître. » 
Contrairement à la norme en matière de périodiques consacrés à la BD, l'organisme n'est pas liée à une maison d'édition et ne se consacre pas à la production d'albums.
Le tirage de la revue est de 1 000 exemplaires. La distribution est essentiellement autogérée par les cofondatrices, que ce soit en ligne, grâce aux abonnements ou sur les rayons, particulièrement ceux des librairies indépendantes. On trouve également quelques points de vente en France.
La revue est membre de la Société de développement des périodiques culturels québécois (SODEP) depuis leur treizième numéro, en 2013.

## Caractéristiques
La revue Planches est imprimée en format de poche (15,8 × 20,8 cm). Chaque numéro comporte 72 pages, pour la plupart en couleurs.
On n'y trouve aucune série à suivre, celles-ci étant peu compatibles avec la périodicité trimestrielle. La continuité d'un numéro à l'autre est plutôt assurée par des chroniques récurrentes, elles aussi en format bande dessinée et intitulées « Politique », « Bouffe », « Histoire(s) de l'art », « Science » et « Sexologie ». Dès le deuxième numéro, le thème « Histoire du Québec » est ajouté à la liste, tout comme « Féminisme » dans le numéro 3, « Sur l'autre feuille » dans le numéro 5 (rubrique consacrée aux esquisses d'un-e bédéiste), et « Sport et Société » dans le numéro 6.
Chaque numéro comporte aussi un dossier sur « Les dessous de la création » d'une parution récente, combinant une entrevue avec l'artiste, des photos de son atelier et une comparaison entre ses brouillons et le produit fini. Cette rubrique a par exemple couvert : 
- l'album Les cousines vampires de Cathon et Alexandre Fontaine Rousseau
- l'album Dominique de Yan Mongrain
- la série Le domaine Grisloire de Michel Falardeau[15]
- l'album Ping-pong de Zviane[16]
- la série Namesake d'Isabelle Mélançon et Megan Lavey-Heaton
- le travail de Luc Bossé, fondateur des Éditions Pow Pow[17]

La revue fait également preuve d'engagement par le truchement de « critiques sociales étoffées » et « des récits à saveur sociopolitique qui traitent de l’actualité plus ou moins récente (les coupes à Radio-Canada, les restrictions légales au droit de manifester) ». Dans le numéro 6, on note également la publication de la Libanaise Raphaelle Macaron, en solidarité avec le collectif Samandal, victime de censure à Beyrouth.
Les cofondatrices ont par ailleurs eu à cœur de créer un produit « le plus vert possible »: contrairement à bien d'autres publications, la revue est imprimée au Québec et le papier utilisé, partiellement recyclé, provient de forêts gérées en fonction d'un développement durable, même si cela entraîne des coûts sensiblement plus élevés.

## Contributions
Au fil des premiers numéros de la revue, on retrouve notamment les bédéistes et scénaristes qui suivent,,,,,,,: 
- Ainhoa Aparicio-Monforte
- Bach
- Bado
- Simon Barbarie
- Catherine Bard
- Jimmy Beaulieu
- Sophie Bédard
- Olivier Bisson
- Paul Bordeleau
- Boum
- Antonin Buisson
- Nick Butch
- Sylvain Cabot
- Xavier Cadieux
- Cathon
- Anthony Charbonneau Grenier
- Mathilde Cinq-Mars
- Annie Cloutier
- J. de Belœil
- Simon de Lévy
- Ariane Dénommé
- François Donatien
- Cyril Doisneau
- Exaheva
- Alexandre Fontaine Rousseau
- Julien Frey
- Niko Fournier
- Mortis Ghost
- Vincent Giard
- Philippe Girard
- Michel Hellman
- Iris
- Simon Labelle
- David Labrecque
- GregM
- Simon Morin
- Rod Legrand
- Laurine Lesaint
- Élise Lesueur
- Vincent Longhi
- Laurent Lussier
- Mirion Malle
- May
- Aude Mermilliod
- Diane Obomsawin
- Vincent Partel
- Guillaume Pelletier
- Jipi Perreault
- Martin PM
- Sacha Ravenda
- Julie Rocheleau
- Maxime Roy de Roy
- Catherine Roy-Élement
- Martin Ruel
- François Samson-Dunlop
- Saturnome
- Singeon
- Richard Suicide
- Éric Thériault
- Carl Tétreault
- Thom
- Richard Vallerand
- Sophie Yanow

## Prix et honneurs
- 2015 : Prix du concours « Entrepreneur en action ! », remis par la Corporation de développement économique communautaire de Rosemont - La petite patrie.